# María Carámbula
María Carámbula é uma atriz argentina.
Ela é  filha de Berugo Carambula (o ator e anfitrião) e irmã de Gabriel Carámbula (o músico).
Tem dois filhos - a filha Catalina (nascida em 1987) e o filho Vito (nascido no dia 20 de setembro de 2002 em Suizo Argentina Clínica em Buenos Aires,fruto do seu casamento com Pablo Rago).

## Trabalhos
- 2008 - Vidas robadas {Em produção}
- 2006 - Chiquititas Sin Fin "Julia 'Julita' Anzorena de Demont"
- 2005 - El Buen destino
- 2005 - Ringtone
- 2004 - Culpable de este amor "Lorena Villalba"
- 2003 - Femenino masculino "Alejandra"
- 1999 - Campeones de la vida "Maite"
- 1999 - Buenos vecinos "Nancy"
- 1998 - Ya Listos
- 1996 - Como pan caliente "Marina"
- 1995 - Matrimonios y algo más
- 1994 - Poliladron
- 1989 - Amigos son los amigos